# Баркли, Росс
Росс Ба́ркли (англ. Ross Barkley; 5 декабря 1993, Ливерпуль) — английский футболист, центральный полузащитник клуба «Астон Вилла», бывший игрок национальной сборной Англии.

## Клубная карьера

### «Эвертон»
Росс Баркли — воспитанник молодёжной академии клуба «Эвертон», в систему которого он попал, когда ему было 11 лет.
В сезоне 2010/11 шестнадцатилетний полузащитник стал привлекаться к основной команде. Впервые в заявку на матч Премьер-лиги Росс попал 28 сентября 2010 года, когда «Эвертон» принимал «Ньюкасл Юнайтед». В двух следующих матчах Баркли вновь оказывался в числе запасных, но на поле не выходил. Ожидалось, что дебют молодого футболиста в главной команде «Эвертона» состоится в ближайшее время, однако сезон для Баркли закончился уже в октябре 2010 года, когда находясь в расположении юношеской сборной Англии, полузащитник получил тройной перелом ноги и выбыл до конца сезона. Комментируя травму игрока, главный тренер «ирисок» Дэвид Мойес сказал, что если бы не травма, то, скорее всего, Росс получил бы шанс сыграть за первую команду уже в этом сезоне.
Восстановившись от травмы к началу сезона 2011/12, Баркли отправился с первой командой «Эвертона» в предсезонное турне по США, в котором он принял участие в играх против клубов «Ди Си Юнайтед» и «Филадельфия Юнион», а также сыграл в товарищеских матчах с «Вердером» и «Вильярреалом».
20 августа 2011 года состоялся дебют футболиста в Премьер-лиге. В домашнем матче против «Куинз Парк Рейнджерс» (0:1), который стал первым официальным для «Эвертона» в новом сезоне, Баркли провёл на поле всю игру и был назван «Игроком матча» в составе клуба из Ливерпуля по версии Radio City Sport.
14 сентября 2012 года Баркли на правах месячной аренды перешёл в «Шеффилд Уэнсдей». Первый гол за команду забил 22 сентября, с пенальти поразив ворота «Болтона». 22 октября клубу «Эвертон» и «Уэнсдей» договорились о продлении аренды Баркли ещё на один месяц. 27 октября Росс оформил дубль в матче «сов» против клуба «Ипсвич Таун».
11 января 2013 года Росс отправился в месячную аренду в клуб «Лидс Юнайтед», за который провёл четыре матча.
Перед началом сезона 2013/14 у «Эвертона» сменился главный тренер: вместо Дэвида Мойеса клуб возглавил испанский специалист Роберто Мартинес. В первом же матче под руководством нового тренера Баркли вышел в основном составе «ирисок» и сумел впервые отметиться голом в официальном матче за «Эвертон», поразив ворота «Норвич Сити». С приходом Мартинеса Баркли начал получать гораздо больше игрового времени, а также регулярно отмечаться голами. Так, в сезоне 2013/14 он принял участие в 34 матчах «Эвертона» в Премьер-лиге и забил 6 голов.

### «Челси»
5 января 2018 года Баркли перешёл в «Челси» за 15 млн фунтов. Контракт подписан сроком на 5,5 лет. В составе «синих» англичанин будет выступать под 8-м номером, под которым в свое время играл Фрэнк Лэмпард.

### «Астон Вилла»
30 сентября хавбек перешел в «Астон Виллу» на правах годичной аренды.
29 августа 2022 года по обоюдному согласию расторг контракт с «Челси», став свободным агентом

### «Ницца»
4 сентября 2022 года на правах свободного агента перешёл в клуб французской Лиги 1 «Ниццу».

### «Астон Вилла»
В июле 2024 года подписал контракт с «Астон Виллой».

## Карьера в сборной
Баркли выступал за юношеские сборные Англии до 16, 17 и 19 лет.
В 2010 году в составе юношеской сборной до 17 лет стал чемпионом Европы в этом возрасте. На этом турнире Росс забил 2 мяча: по одному в ворота команд Чехии и Греции.
В августе 2011 года впервые получил вызов в молодёжную сборную Англии.
Первый вызов в основную сборную Англии Баркли получил 27 августа 2013 года, а 6 сентября 2013 года в 19-летнем возрасте дебютировал в главной команде страны, выйдя на замену в матче против сборной Молдовы.
12 мая 2014 года Баркли был включён в заявку сборной Англии на чемпионат мира в Бразилии. На турнире Баркли принял участие во всех трёх играх своей сборной, дважды выходя на замену и один раз отыграв матч с первой до последней минуты.
Свой первый гол за сборную полузащитник забил в матче квалификации Евро 2016 против Сан-Марино в сентябре 2015 года. Матч закончился победой англичан (6:0).

## Личная жизнь
Баркли родился в Ливерпуле, Мерсисайд. Баркли имеет нигерийские корни по линии отца, чья фамилия Эффанга. Однако Баркли носит фамилию своей матери.

## Статистика выступлений

### Клубная статистика
| Выступление       | Выступление      | Выступление      | Лига | Лига | Кубки | Кубки | Еврокубки | Еврокубки | Остальные | Остальные | Итого | Итого |
| Клуб              | Лига             | Сезон            | Игры | Голы | Игры  | Голы  | Игры      | Голы      | Игры      | Голы      | Игры  | Голы  |
| ----------------- | ---------------- | ---------------- | ---- | ---- | ----- | ----- | --------- | --------- | --------- | --------- | ----- | ----- |
| Эвертон           | Премьер-лига     | 2011/12          | 6    | 0    | 3     | 0     | 0         | 0         | 0         | 0         | 9     | 0     |
| Эвертон           | Премьер-лига     | 2012/13          | 7    | 0    | 2     | 0     | 0         | 0         | 0         | 0         | 9     | 0     |
| Эвертон           | Премьер-лига     | 2013/14          | 34   | 6    | 4     | 1     | 0         | 0         | 0         | 0         | 38    | 7     |
| Эвертон           | Премьер-лига     | 2014/15          | 29   | 2    | 2     | 0     | 5         | 0         | 0         | 0         | 36    | 2     |
| Эвертон           | Премьер-лига     | 2015/16          | 38   | 8    | 10    | 4     | 0         | 0         | 0         | 0         | 48    | 12    |
| Эвертон           | Премьер-лига     | 2016/17          | 36   | 5    | 3     | 1     | 0         | 0         | 0         | 0         | 39    | 6     |
| Эвертон           | Премьер-лига     | 2017/18          | 0    | 0    | 0     | 0     | 0         | 0         | 0         | 0         | 0     | 0     |
| Эвертон           | Итого            | Итого            | 150  | 21   | 24    | 6     | 5         | 0         | 0         | 0         | 179   | 27    |
| → Шеффилд Уэнсдей | Чемпионшип       | 2012/13          | 13   | 4    | 0     | 0     | 0         | 0         | 0         | 0         | 13    | 4     |
| → Шеффилд Уэнсдей | Итого            | Итого            | 13   | 4    | 0     | 0     | 0         | 0         | 0         | 0         | 13    | 4     |
| → Лидс Юнайтед    | Чемпионшип       | 2012/13          | 4    | 0    | 0     | 0     | 0         | 0         | 0         | 0         | 4     | 0     |
| → Лидс Юнайтед    | Итого            | Итого            | 4    | 0    | 0     | 0     | 0         | 0         | 0         | 0         | 4     | 0     |
| Челси             | Премьер-лига     | 2017/18          | 2    | 0    | 2     | 0     | 0         | 0         | 0         | 0         | 4     | 0     |
| Челси             | Премьер-лига     | 2018/19          | 27   | 3    | 8     | 0     | 12        | 2         | 1         | 0         | 48    | 5     |
| Челси             | Премьер-лига     | 2019/20          | 21   | 1    | 6     | 4     | 3         | 0         | 1         | 0         | 31    | 5     |
| Челси             | Премьер-лига     | 2020/21          | 2    | 0    | 1     | 1     | 0         | 0         | 0         | 0         | 3     | 1     |
| Челси             | Премьер-лига     | 2021/22          | 6    | 1    | 5     | 0     | 3         | 0         | 0         | 0         | 14    | 1     |
| Челси             | Итого            | Итого            | 58   | 5    | 22    | 5     | 18        | 2         | 2         | 0         | 100   | 12    |
| → Астон Вилла     | Премьер-лига     | 2020/21          | 24   | 3    | 0     | 0     | 0         | 0         | 0         | 0         | 24    | 3     |
| → Астон Вилла     | Итого            | Итого            | 24   | 3    | 0     | 0     | 0         | 0         | 0         | 0         | 24    | 3     |
| Всего за карьеру  | Всего за карьеру | Всего за карьеру | 249  | 33   | 46    | 11    | 23        | 2         | 2         | 0         | 320   | 46    |

### Матчи и голы за сборную
| Матчи и голы Баркли за сборную Англии | Матчи и голы Баркли за сборную Англии | Матчи и голы Баркли за сборную Англии | Матчи и голы Баркли за сборную Англии | Матчи и голы Баркли за сборную Англии | Матчи и голы Баркли за сборную Англии |
| №                                     | Дата                                  | Оппонент                              | Счёт                                  | Голы                                  | Соревнование                          |
| ------------------------------------- | ------------------------------------- | ------------------------------------- | ------------------------------------- | ------------------------------------- | ------------------------------------- |
| 1                                     | 7 сентября 2013                       | Молдавия                              | 4:0                                   | -                                     | Отборочный матч ЧМ-2014               |
| 2                                     | 15 ноября 2013                        | Чили                                  | 0:2                                   | -                                     | Товарищеский матч                     |
| 3                                     | 19 ноября 2013                        | Германия                              | 0:1                                   | -                                     | Товарищеский матч                     |
| 4                                     | 30 мая 2014                           | Перу                                  | 3:0                                   | -                                     | Товарищеский матч                     |
| 5                                     | 4 июня 2014                           | Эквадор                               | 2:2                                   | -                                     | Товарищеский матч                     |
| 6                                     | 7 июня 2014                           | Гондурас                              | 0:0                                   | -                                     | Товарищеский матч                     |
| 7                                     | 14 июня 2014                          | Италия                                | 1:2                                   | -                                     | ЧМ-2014. Групповая стадия             |
| 8                                     | 19 июня 2014                          | Уругвай                               | 1:2                                   | -                                     | ЧМ-2014. Групповая стадия             |
| 9                                     | 24 июня 2014                          | Коста-Рика                            | 0:0                                   | -                                     | ЧМ-2014. Групповая стадия             |
| 10                                    | 18 ноября 2014                        | Шотландия                             | 3:1                                   | -                                     | Товарищеский матч                     |
| 11                                    | 27 марта 2015                         | Литва                                 | 4:0                                   | -                                     | Отборочный матч ЧЕ-2016               |
| 12                                    | 31 марта 2015                         | Италия                                | 1:1                                   | -                                     | Товарищеский матч                     |
| 13                                    | 7 июня 2015                           | Ирландия                              | 0:0                                   | -                                     | Товарищеский матч                     |
| 14                                    | 5 сентября 2015                       | Сан-Марино                            | 6:0                                   | 1                                     | Отборочный матч ЧЕ-2016               |
| 15                                    | 8 сентября 2015                       | Швейцария                             | 2:0                                   | -                                     | Отборочный матч ЧЕ-2016               |
| 16                                    | 9 октября 2015                        | Эстония                               | 2:0                                   | -                                     | Отборочный матч ЧЕ-2016               |
| 17                                    | 12 октября 2015                       | Литва                                 | 3:0                                   | 1                                     | Отборочный матч ЧЕ-2016               |
| 18                                    | 13 ноября 2015                        | Испания                               | 0:2                                   | -                                     | Товарищеский матч                     |
| 19                                    | 17 ноября 2015                        | Франция                               | 2:0                                   | -                                     | Товарищеский матч                     |
| 20                                    | 26 марта 2016                         | Германия                              | 3:2                                   | -                                     | Товарищеский матч                     |
| 21                                    | 29 марта 2016                         | Нидерланды                            | 1:2                                   | -                                     | Товарищеский матч                     |
| 22                                    | 27 мая 2016                           | Австралия                             | 2:1                                   | -                                     | Товарищеский матч                     |
| 23                                    | 12 октября 2018                       | Хорватия                              | 0:0                                   | -                                     | Лига наций (А)                        |
| 24                                    | 15 октября 2018                       | Испания                               | 3:2                                   | -                                     | Лига наций (А)                        |
| 25                                    | 18 ноября 2018                        | Хорватия                              | 2:1                                   | -                                     | Лига наций (А)                        |

Итого: 25 матчей / 2 гола; 13 побед, 6 ничьих, 6 поражений.

## Достижения

### Командные
Сборная Англии (до 17)
- Чемпион Европы среди игроков до 17 лет: 2010

«Челси»
- Обладатель Кубка Англии: 2017/18
- Победитель Лиги Европы УЕФА: 2018/19
- Победитель Клубного чемпионата мира: 2021